# Carl Oskar von Deuster

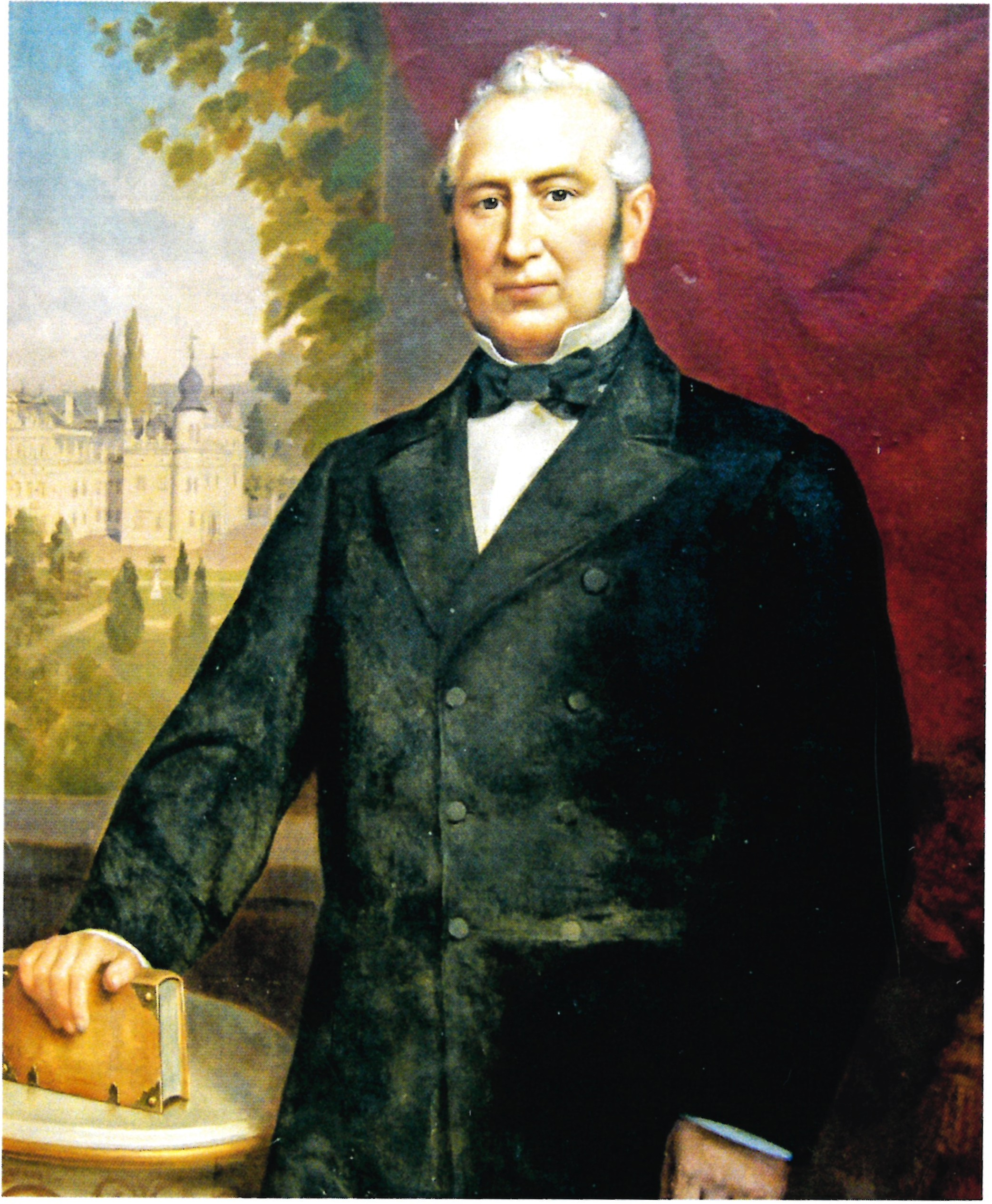
Carl Oskar von Deuster, Porträt von August Noack 1883

Carl Oskar von Deuster (auch Oskar von Deuster, bis 1884 Carl Oskar Deuster; * 16. Februar 1835; † 8. Oktober 1904) war ein unterfränkischer Gutsbesitzer und ab 1887 erblicher Reichsrat der Krone Bayerns in der Kammer der Reichsräte in der Bayerischen Ständeversammlung.

## Leben
Carl Oskar Deuster wurde am 16. Februar 1835 an einem unbekannten Ort geboren. Er entstammte der Familie des Carl Otto II. Deuster (1800–1877), die zu den reichsten Geschlechtern der Stadt Kitzingen am Main zählte. Die Mutter Justine, geborene Hornschuch (1806–1882) entstammte ebenfalls einer bedeutenden Weinhändlerfamilie. Carl Otto war neben dem Weinhandel auch als Kaufmann und Bankier tätig. Die lutherische Familie war kinderreich, wobei Oskar als zweitgeborener Sohn aufwuchs.
In Meiningen wurde Carl Oskar auf die Realschule geschickt, die er 1851 verließ. Im Jahr 1853 schrieb er sich an der Universität Würzburg ein, um Chemie zu studieren. Bereits nach einem Jahr brach er das Studium allerdings wohl ab. Sein älterer Bruder Carl Reichard von Deuster hatte in eine Kitzinger Brauereifamilie eingeheiratet und übernahm im gleichen Jahr das Geschäft. Nun wurde der jüngere Oskar in den Weinhandel des Vaters eingelernt. Bis 1862 stieg er zum Geschäftsführer auf. 1871 heiratete Carl Oskar Deuster Auguste Woehrnitz, eine reiche Brauereierbin.
Nach dem Tod des Vaters erhielt Oskar ein Drittel des Gutes Ditterswind und das Stammhaus der Familie in der Kitzinger Luitpoldstraße 12. Die Brüder stiegen unter Federführung von Oskar in der Folgezeit in das Immobiliengeschäft ein und erwarben weitere Häuser in Kitzingen. Daneben gelangte die Familie in den Besitz des Gutes Gückelhirn in den Haßbergen. Ab 1880 trat der jüngere Bruder Friedrich Deuster immer häufiger als Vertreter von Oskar in den Immobilienverträgen in Erscheinung.
Weitere Hofgüter gelangten mit Wasmuthhausen, Bibergau und Greßelgrund in den Besitz der Familie. Ziel der Familie war zu diesem Zeitpunkt bereits die Nobilitierung durch den bayerischen König und die Etablierung eines Fideikommiss. Am 1. Februar 1884 stellte Oskar Deuster einen Antrag auf Adelung, die er, weil er selbst kinderlos blieb, auf die Brüder ausdehnen wollte. Am 29. November 1884 wurde die Familie Deuster in den erblichen Adelsstand erhoben und bis 1887 trieb man die Errichtung des Fideikommiss voran. Kurze Zeit später folgte der Kauf von Schloss Sternberg bei Sulzdorf an der Lederhecke.
Carl Oskar von Deuster wurde im Jahr 1887 auch zum Reichsrat in der Kammer der Reichsräte der Bayerischen Ständeversammlung ernannt. Die Familie kam aus dem bisher benachteiligten fränkischen Landesteil und hatte, anders als viele ältere fränkische Adelsgeschlechter, eine klare Erbschaftsregelung. Carl Oskar von Deuster vertrat im Parlament eine konservative Politik, die Familie verstand sich als patriotisch dem Königreich Bayern gegenüber. So ist auch der Aufkauf des „radikaldemokratischen“ Kitzinger Anzeigers zu verstehen, der später durch eine konservative Publikation ersetzt wurde.
Inzwischen kaufte die Familie weitere Güter. So kam 1889 der Wöllrieder Hof mit Liegenschaften in Rottendorf, Gerbrunn, Estenfeld, Lengfeld, Unterdürrbach und Würzburg in die Hände der Familie von Deuster. Als letzte Erwerbung kam 1895 das Gut Dächheim bei Schweinfurt hinzu. Daneben trat Carl Oskar von Deuster auch als Stifter auf und ließ in Kitzingen 1884 den Königsplatz umgestalten oder förderte den Bau einer Kirche in Ditterswind. Carl Oskar von Deuster starb am 8. Oktober 1904. Den Sitz im Reichsrat erbte sein Neffe Friedrich.